# Okrug Lääne
Okrug Lääne (est. Lääne maakond, njem. Wiek, lat. Rotalia) ili kraće Lääne jedan je od 15 estonskih okruga. Okrug se nalazi na zapadu zemlje odnosno na obalama Baltičkog mora. Nacionalni park Matsalu se nalazi u južnom dijelu okruga u blizini grada Lihula.
U okrugu živi 27.477 ljudi što čini 2% ukupnog stanovništva Estonije (siječanj 2009.)
Glavni grad okruga je Haapsalu u jedinoj urbanoj općini istoga imena. Postoji još 11 ruralnih općina.

## Vanjske poveznice
- Službene stranice okruga – (na estonskom)
- Läänemaa Portal   Arhivirana inačica izvorne stranice od 12. prosinca 2007. (Wayback Machine)